# Hrvatski malonogometni kup – regija Jug 2018./19.
Malonogometni kup regije Jug je jedan od tri kvalifikacijska regionalna kupa za Hrvatski malonogometni kup za sezonu 2018./19., igran na području južne Hrvatske. Kup je osvojio klub "Olmissum" iz Omiša.

## Sustav natjecanja
Kup se igra jednostrukim kup-sustavom krajem 2018. godine. U natjecanju sudjeluju futsal klubovi iz 2. HMNL - Jug i 1. HMNL koji nemaju osiguran plasman u Hrvatski malonogometni kup, te pobjednici županijskih kupova s ovog područja. Pobjednik stječe pravo nastupa u Hrvatskom kupu za 2018./19. 

## Rezultati

### Prvi krug
Igrano 20. i 21. studenog 2018. godine.

| klub1              | rez.          | klub2                     | napomene, izvještaji                              |
| ------------------ | ------------- | ------------------------- | ------------------------------------------------- |
| Murter             | 8:1           | Primošten                 |                                                   |
| Heroji 2007 Vodice | 4:4, 8:9 p.p. | Trogir                    | "Trogir" prošao boljim izvođenjem šesteraca       |
| Šibenik 1983       | 4:4, 6:5 p.p  | Konoba Tomić Gornji Humac | "Šibenik 1983" prošao boljim izvođenjem šesteraca |
| Jezera             | 5:2           | Universitas Split         | igrano u Tisnome                                  |
| Torcida Split      | 5:3           | Solin 1980                | igrano u Solinu                                   |
| Genius Split       | 1:5           | Crnica Šibenik            |                                                   |
| Mejaši Split       | 9:3           | Gladius Dubrovnik         |                                                   |
| Olmissum Omiš      | 9:1           | Hajduk Split              |                                                   |

### Četvrtzavršnica
Igrano 27. i 28. studenog 2018. godine.

| klub1          | rez. | klub2         | napomene, izvještaji |
| -------------- | ---- | ------------- | -------------------- |
| Crnica Šibenik | 5:4  | Trogir        |                      |
| Murter         | 2:6  | Jezera        |                      |
| Mejaši Split   | 1:12 | Olmissum Omiš |                      |
| Torcida Split  | 7:3  | Šibenik 1983  |                      |

### Poluzavršnica
Igrano 4. i 5. prosinca 2018. godine.

| klub1         | rez. | klub2          | napomene, izvještaji |
| ------------- | ---- | -------------- | -------------------- |
| Olmissum Omiš | 5:0  | Torcida        |                      |
| Jezera        | 3:2  | Crnica Šibenik | igrano u Tisnome     |

### Završnica
Igrano 11 prosinca 2018. godine u Tisnome.

| klub1  | rez. | klub2         | napomene, izvještaji |
| ------ | ---- | ------------- | -------------------- |
| Jezera | 0:5  | Olmissum Omiš |                      |

## Vanjske poveznice
- hns-cff.hr, Hrvatski malonogometni kup
- crofutsal.com, Hrvatski malonogometni kup
- hrfutsal.net